# Дхармаракша
Дхармаракша (265-313) - кушан (юэчжи), чья семья в течение нескольких поколений жила в Дуньхуане. 
Дхармаракша был переводчиком буддийских сутр на китайский язык. В последние годы правления династии Цзинь императора У-ди Дхармаракша жил отшельником в горах. В поисках пристанища Дхармаракша и его последователи бежали на восток, добравшись до Мяньчи. Там Дхармаракшу настигла болезнь, и он умер в возрасте семидесяти семи лет.